# Актай (притока Волги)
Актай — річка в Татарстані, ліва притока Волги. Витоки біля села Верхні Матакі Алькеєвського району, гирло біля села Ізмері Спаського району. Довжина 89 км, сточище — 1016 км². Головні притоки: Челнінка, Салманка, Ромоданка. Максимальна витрата води 422 м³/с. Середньорічний шар стоку в гирлі 71 мм. У верхів'ях пересихає. Мінералізація в межень 500—700 мг/л. Річище зарегульовано.